# Качалин, Иван Сергеевич
Кача́лин Ива́н Серге́евич (род. 15 сентября 1996, Москва) — российский режиссёр игрового и документального кино, актёр и телеведущий. Лауреат XXVI Открытого российского кинофестиваля «КИНОШОК» в основном конкурсе (лучшая режиссура в полнометражном кино) за кинофильм «Странник». Член Гильдии кинорежиссёров России.

## Биография
Родился в 1996 году в Москве. Окончил Московский институт телевидения и радиовещания «ОСТАНКИНО» (мастерская Владимира Хотиненко и Себастьяна Аларкона).
В 2016 году участник и лауреат VI Международного кинофестиваля остросюжетного кино и хоррор фильмов «КАПЛЯ», — награда в номинации «Лучший короткометражный фильм» за киноленту «Седьмой грех».
Исполнил одну из главных ролей в фильме ужасов итальянского режиссёра Андреаса Марфори «Квест страха», а также сыграл одну из ролей в последнем фильме Себастьяна Аларкона «Оппозиционер».
В 2019 году за документальный фильм «27 секунд памяти», посвящённого трагическим событиям на Дубровке, награждён премией Гильдии киноведов и кинокритиков «СЛОН» в рамках XXV МКФ «Сталкер».
Правозащитник и писатель Алексей Симонов во время церемонии награждения в Центральном доме кино сравнил фильм с одиночным пикетом.

## Фильмография

### Режиссёр
1. 2014 — «Восьмёрка» (короткометражный фильм)
2. 2016 — «Седьмой грех» (короткометражный фильм)
3. 2017 — «Странник» (игровой фильм)
4. 2017 — «Квадраты» (документальный фильм)
5. 2017 — «Митрополит Филарет (Дроздов)» (документальный телефильм)
6. 2018 — «Образ художника» (документальный телесериал)
7. 2019 — «Оригами» (короткометражный фильм)
8. 2019 — «Исходник» (короткометражный фильм)
9. 2019 — «27 секунд памяти» (документальный фильм)
10. 2020 — «Общее / Частное» (документальный фильм)
11. 2021 — «Трансцендентальное единство апперцепции» (короткометражный фильм)
12. 2021 — «Общее / Частное. Норд-Ост» (документальный фильм)
13. 2021 — «Спутник: Странник 2» (игровой фильм)
14. 2022 — «Андрей Дударенко. Лицо с портрета» (документальный фильм)
15. 2023 — «Удар» (короткометражный фильм)
16. 2023 — «Санбой. Метод» (документальный фильм)

### Сценарист
1. 2016 — «Седьмой грех» (короткометражный фильм)
2. 2017 — «Странник» (игровой фильм)
3. 2017 — «Квадраты» (документальный фильм)
4. 2018 — «Образ художника» (документальный телесериал)
5. 2019 — «Исходник» (короткометражный фильм)
6. 2019 — «27 секунд памяти» (документальный фильм)
7. 2020 — «Общее / Частное» (документальный фильм)
8. 2021 — «Трансцендентальное единство апперцепции» (короткометражный фильм)
9. 2021 — «Общее / Частное. Норд-Ост» (документальный фильм)
10. 2022 — «Андрей Дударенко. Лицо с портрета» (документальный фильм)

### Актёр
1. 2016 — «Атака советских зомби» — Громек
2. 2017 — «Странник» — странник
3. 2017 — «Оппозиционер» — оператор
4. 2017 — «Квест страха» — Петя
5. 2018 — «Попкорн с кровью»
6. 2018 — «Образ художника» — ведущий первого сезона
7. 2021 — «Трансцендентальное единство апперцепции» — мужчина в лифте
8. 2021 — «Фитнес»
9. 2021 — «Спутник: Странник 2» — странник

## Участие в кинофестивалях и награды
(неполный список)
- Фильм «Восьмёрка»:
  - 2015 — Участник конкурсной программы V Международного кинофестиваля остросюжетного кино и хоррор фильмов «КАПЛЯ»
- Фильм «Седьмой грех»:
  - 2016 — Приз за лучший короткометражный фильм на VI Международном кинофестивале остросюжетного кино и хоррор фильмов «КАПЛЯ»[10]
  - 2016 — Участник конкурсной программы XXIII Открытого фестиваля студенческих и дебютных фильмов «Святая Анна»
- Фильм «Странник»:
  - 2017 — Участник конкурсной программы VII Международного кинофестиваля остросюжетного кино и хоррор фильмов «КАПЛЯ»
  - 2017 — Приз за лучшую режиссуру в полнометражном кино на XXVI Открытого российского кинофестиваля «КИНОШОК»[11][12]
- Фильм «Митрополит Филарет (Дроздов)» (премьера фильма на телевидении состоялась 31 декабря 2017 года на телеканале «Спас»):
  - 2018 — Награда XIII Международного Сретенского православного кинофестиваля «ВСТРЕЧА» «за сохранение традиций и вклад в развитие современного православного искусства»
  - 2018 — Участник внеконкурсной программы XV Международного кинофестиваля «Лучезарный ангел»[13]
  - 2018 — Участник внеконкурсной программы IV Международного кинофестиваля духовного, нравственного и семейного кино «СВЯТОЙ ВЛАДИМИР»[14]
  - 2018 — Участник конкурсной программы XII Международного фестиваля христианского кино «НЕВСКИЙ БЛАГОВЕСТ»[15]
  - 2018 — Участник конкурсной программы VIII Международного фестиваля фильмов о Боге «ВИЖУ БОГА»
- Фильм «Квадраты»:
  - 2017 — Участник внеконкурсной программы «СРЕДА» XI Международного фестиваля документального кино «ARTDOCFEST»[16]
- Телесериал «Образ художника»:
  - 2018 — Участник конкурсной программы I Международного кинофестиваля «КИНО В КВАДРАТЕ»
  - 2018 — Участник конкурсной программы XXV Открытого фестиваля студенческих и дебютных фильмов «Святая Анна»
  - 2018 — Участник конкурсной программы XXIV МКФ «Сталкер»
- Фильм «Исходник»:
  - 2019 — Участник II Открытого фестиваля популярных киножанров «ХРУСТАЛЬНЫЙ ИСТОЧНИКЪ»
  - 2020 — Участник V Международного ижевского кинофестиваля короткометражного кино
  - 2022 — Участник конкурсной программы XII Международного кинофестиваля остросюжетного кино и хоррор фильмов «КАПЛЯ»
- Фильм «27 секунд памяти»:
  - 2019 — Специальный приз жюри конкурса «АртдокСеть» XIII Международного фестиваля документального кино «ARTDOCFEST»[17][18]
  - 2019 — Специальный приз Гильдии киноведов и кинокритиков «СЛОН» XXV МКФ «Сталкер»[19]
  - 2019 — Специальный приз жюри XXV МКФ «Сталкер»[20]
  - 2020 — Участник программы «Инновационная журналистика» IV Международного Фестиваля Короткометражных Фильмов «ЧЕЛОВЕЧНОЕ КИНО»
  - 2020 — Участник программы «Cinema of the World» VIII Международного фестиваля документального кино «LIBERATION DOCFEST BANGLADESH»[21]
  - 2020 — Участник программы «ВСТРЯСКА» IV Фестиваля Нового Российского Кино «ГОРЬКИЙ FEST»[22][23]
  - 2020 — Участник конкурсной программы XXVII Открытого фестиваля студенческих и дебютных фильмов «Святая Анна»[24]
  - 2020 — Участник конкурсной программы I Международного кинофестиваля «THE INTERNATIONAL HUMAN-ENVIRONMENT CARE FILM FESTIVAL»
  - 2020 — Участник конкурсной программы XIII Международного фестиваля короткометражного кино и анимации «ВИДЕНИЕ»
  - 2020 — Участник конкурсной программы XXV Международного фестиваля фильмов и телепрограмм «РАДОНЕЖ»[25]
  - 2020 — Номинация на польскую премию XIV Мирового форума независимого короткометражного кино «GRAND OFF»[26][27]
  - 2021 — III Премия в номинации «Лучший документальный фильм» XIV Международного кинофестиваля «JOSIAH MEDIA FESTIVAL»[28]
- Фильм «Андрей Дударенко. Лицо с портрета»:
  - 2022 — Приз симпатии жюри на XII Международном кинофестивале остросюжетного кино и хоррор фильмов «КАПЛЯ»[29][30]
  - 2024 — Участник специальной программы кино XXI Фестиваля театров малых городов России